# Trikeri
Trikeri  este un oraș în Grecia.